# Parol

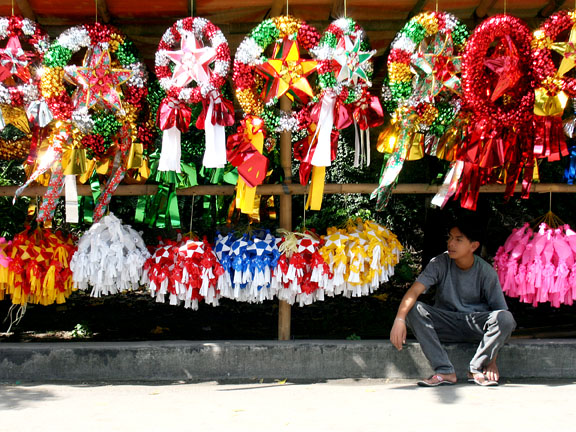
Un espositore contenente dei parol

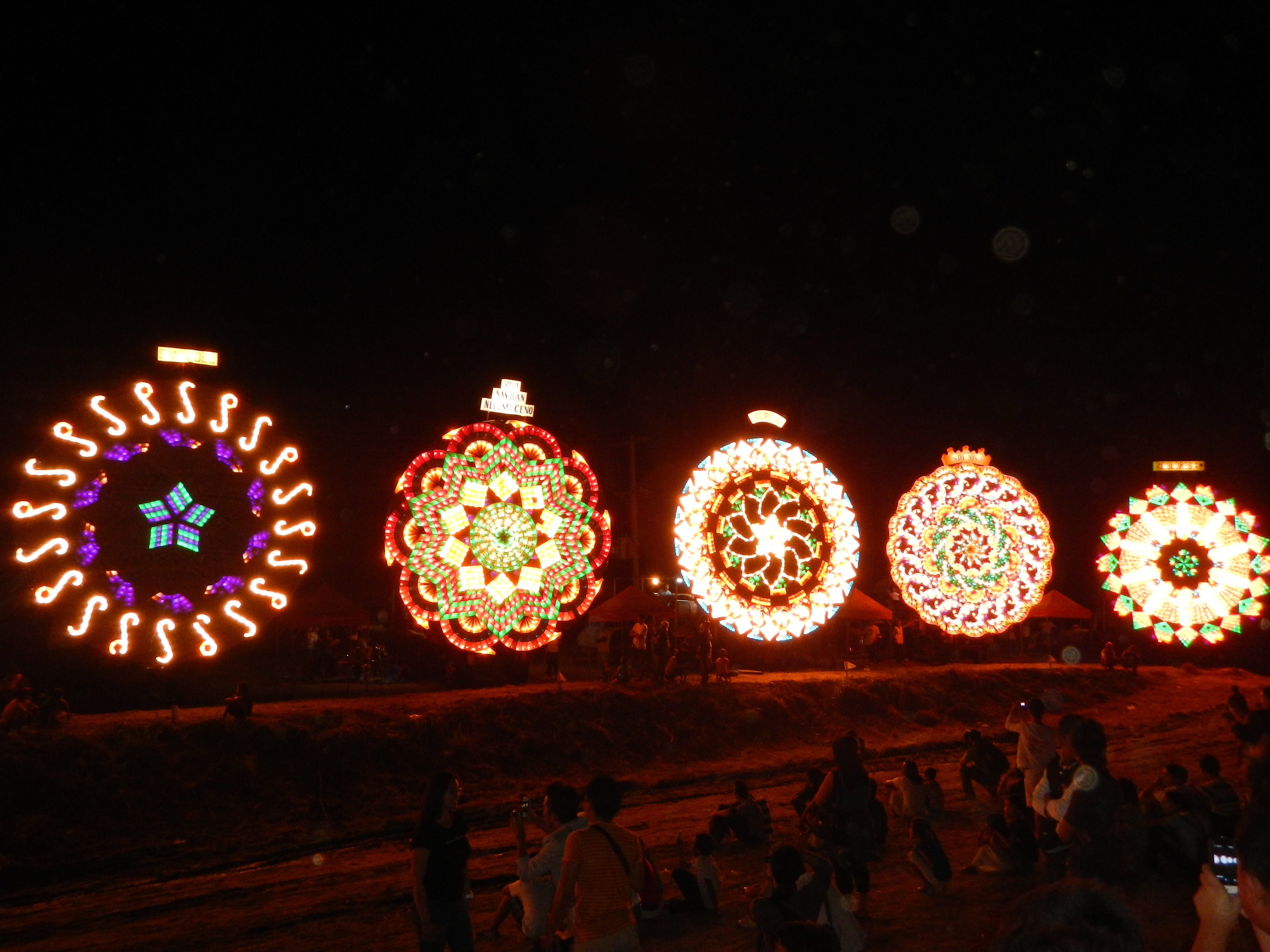
Alcuni parol in mostra nel 2012 durante il Festival delle Lanterne Giganti di San Fernando

Il parol (pron. [paˈɾol], scritto anche paról o parul, dal termine spagnolo farol, che significa "lanterna") è una lanterna ornamentale originaria delle Filippine che viene esposta durante il periodo natalizio.
I parol tradizionali vengono realizzati usando bambù e washi e vengono illuminati con candele, lampade ad olio o lampade a carburo, mentre quelli moderni vengono costruiti con materiali quali plastica, metallo e conchiglie Capiz e sono illuminati elettricamente. La forma più comune dei parol è la stella a 5 punte, sebbene ne esistano di varie forme e dimensioni.
Alcune versioni elettroniche di parol a forma di grande disco circolare prodotte nella Provincia di Pampanga sono note come "parul sampernandu", ovvero la pronuncia fonetica di "parol San Fernando", dal nome della omonima città dove vengono prodotte maggiormente.
Il parol faceva parte della tradizionale parata del Panunulúyan nella processione della Novena di Natale durante il periodo coloniale spagnolo (1565-1898). Inizialmente erano di forma rettangolare o oblunga ed erano costruiti con carta bianca, ma in seguito vennero realizzati in varie forme e colori. La forma con la stella a 5 punte, simboleggiante la Stella di Betlemme, divenne quella standard durante il periodo coloniale statunitense (1898-1946).